# 990년

## 연호
- 북송(北宋) 순화(淳化) 원년
- 요(遼) 통화(統和) 8년
- 일본(日本) 에이소(永祚) 2년 / 쇼랴쿠(正暦) 원년
- 전 레 왕조(前黎朝) 흥통(興統) 2년

## 기년
- 북송(北宋) 태종(太宗) 15년
- 요(遼) 성종(聖宗) 9년
- 고려(高麗) 성종(成宗) 9년
- 전 레 왕조(前黎朝) 대행제(大行帝) 11년